# Монморанси-Люксембург, Поль-Сижисмон де
Поль-Сижисмон де Монморанси (фр. Paul-Sigismond de Montmorency; 3 сентября 1664, Линьи-ан-Барруа — 28 октября 1731, Париж), герцог де Шатийон, суверенный граф де Люкс — французский военный и государственный деятель, основатель линии Монморанси-Бутвиль-Шатийон.

## Биография
Третий сын маршала Франции Франсуа-Анри де Монморанси-Люксембурга и Мадлен-Шарлотты-Бонны-Терезы де Клермон-Тоннер.
Поначалу известный как граф де Люкс, поступил прапорщиком в полк Короля в 1680, стал лейтенантом в 1682, участвовал в осаде Куртре в 1683, 
27 мая 1684 получил в командование роту, с которой участвовал в осаде Люксембурга. 17 сентября стал полковником в полку Ниверне, затем, 18 октября 1689, в Прованском полку, во главе которого сражался в битве при Флёрюсе в 1690, участвовал в осаде Монса в 1691, осаде Намюра и битве при Стенкерке, после которой доставил королю известие о победе.
11 августа 1692 произведен в бригадиры. В июле 1693 получил серьезную рану в ногу в битве при Неервиндене. Отставлен от командования Прованским полком, и 20 августа получил Пьемонтский. В 1695 воевал во Фландрской армии, участвовал в бомбардировке Брюсселя и битве при Тонгерене.
В 1695 получил в наследство от своей тетки, герцогини Мекленбургской, сеньорию Шатийон-сюр-Луан, доставшуюся ей от первого мужа, Гаспара IV де Колиньи, носившего титул герцога де Шатийон. Людовик XIV, у которого отец графа де Люсс маршал Люксембург просил для себя ранг иностранного принца, дававший особые привилегии, отказал ему в этом, но в качестве уступки согласился дать герцогский титул его второму сыну, когда тот женится.
По словам герцога де Сен-Симона, король вскоре пожалел о своем обещании, но после смерти маршала уже не мог взять его назад, и  возвел Шатийон-сюр-Луан в ранг герцогства. Парижский парламент зарегистрировал это пожалование при условии вступления в брак и без предоставления титула пэра. В феврале 1698 жалованной грамотой титул герцога был утвержден за Полем-Сижисмоном и его мужским потомством. 
Сен-Симон пишет, что 

Новоиспеченный герцог не только никогда не удостоился расположения короля, но и постоянно терпел от него всяческие неприятности, каковые тот чинил ему, дабы вознаградить себя за то, что вопреки своему желанию возвел его в герцогское звание.— Сен-Симон. Мемуары. 1691—1701, с. 219
Затем служил в Маасской армии, но это была его последняя кампания, так как последствия ранений помешали продолжить службу. В марте 1700 был отставлен от командования Пьемонтским полком. 
Отказался от герцогства в пользу сына, и король патентом от 21 июля 1713 сохранил за ним почести Лувра.
В 1722 стал генеральным наместником департамента Шароле в губернаторстве Бургундии.

## Семья
1-я жена (6.03.1696): Мари-Анн де Латремуй (10.11.1676—2.07.1708), маркиза де Руайян, графиня д’Олонн, единственная дочь и наследница Франсуа де Латремуя, маркиза де Руайян, графа д’Олонн, великого сенешаля Пуату, и Иоланды-Жюли де Латремуй-Нуармутье
Дети:
- Шарль-Поль-Сижисмон де Монморанси-Люксембург (20.02.1697—26.03.1785), герцог де Шатийон. Жена 1) (3.07.1713): Анн-Катрин-Элеонор Летелье де Барбезьё (ум. 1716), дочь Луи-Франсуа-Мари Летелье, маркиза де Барбезьё, и Луизы-Катрин де Крюссоль-Юзес; 2) (19.04.1717): Анн-Анжелика де Арлюс де Вертийи (ум. 1769), дочь Рене де Арлюса, маркиза де Вертийи, и Анн-Анжелики Годе де Суде; 3) (1784): Анн-Мадлен Дельпеш де Кайи (1734—1802), дочь Пьера Дельпеша де Меревиля, маркиза де Кайи, и Мари Пажо де Вийер
- Анн-Франсуа-Фредерик де Монморанси-Люксембург, ум. юным

2-я жена (20.03.1731): Элизабет Руйе де Меле (ум. 8.02.1740), дочь Этьена Бушю, государственного советника